# Top manta
|  | Aquest article tracta sobre la venda ambulant. Si cerqueu la marca de roba, vegeu «Top Manta (marca)». |

El top manta o, en un registre més formal, la venda a la manta, és un tipus de venda ambulant, que es practica al marge de la llei, consistent a mostrar a terra, sobre una manta o un element similar, productes comercials diversos i a vendre'ls per sota del preu del mercat.

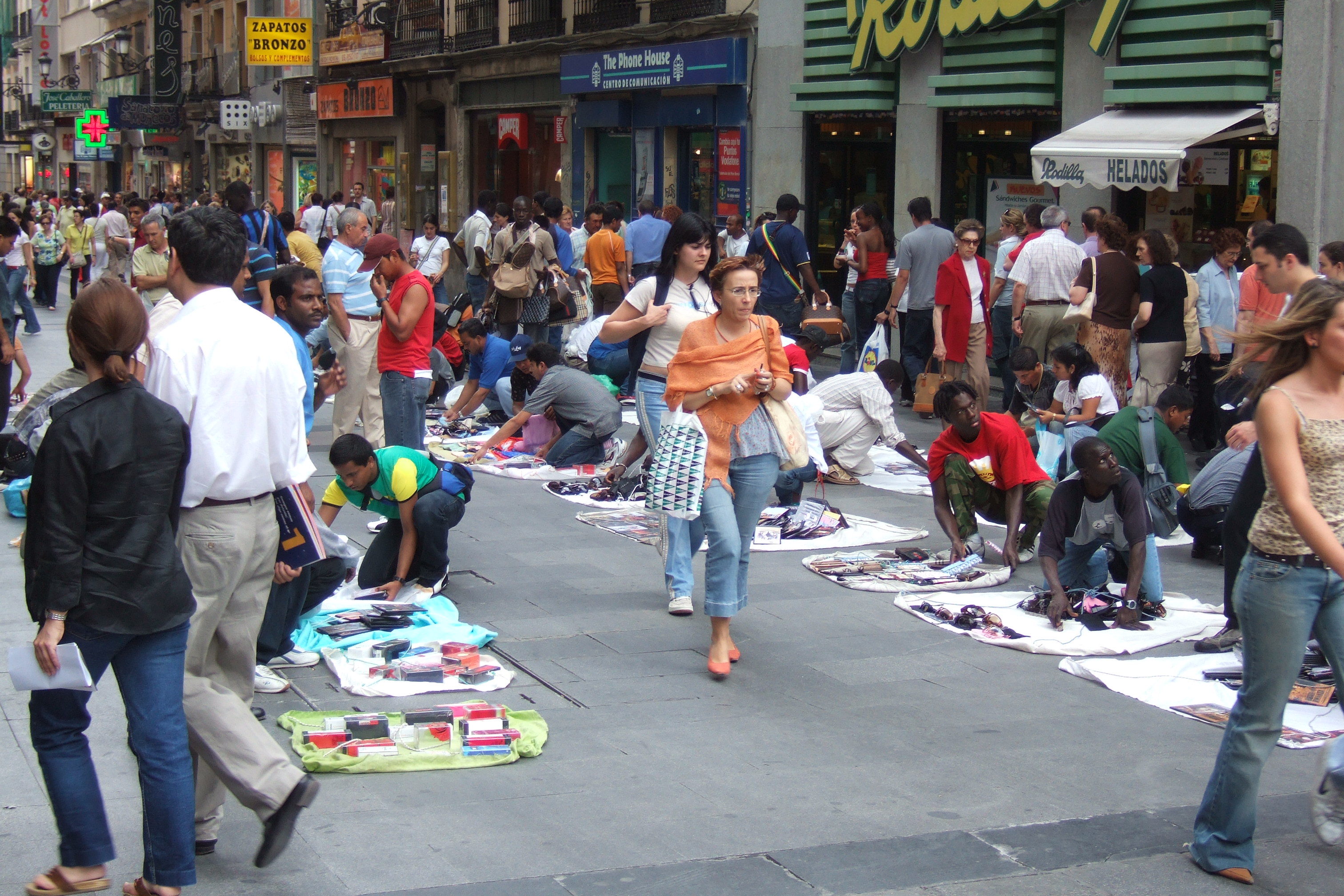

La venda a la manta es produeix, normalment, en llocs molt cèntrics o turístics. Alguns dels productes que s'ofereixen poden ser bosses, cinturons, imitacions de calçat esportiu o samarretes de futbol, o també altres peces de vestir i complements com ulleres o rellotges. La persona que es dedica a la venda a la manta s'anomena «venedor a la manta» o «venedora a la manta» o bé «manter» o «mantera». Sovint, es tracta de persones immigrants en situació irregular que no tenen un mitjà alternatiu regulat per guanyar-se la vida.
Les organitzacions de comerciants consideren la venda a la manta una forma de competència deslleial i reclamen a l'administració, actuacions contundents per aturar-la. D'altra banda, els manters i manteres d'algunes ciutats reclamen, de forma organitzada, el seu dret a desenvolupar aquesta activitat. Així, el 2015, les persones manteres de Barcelona varen constituir un sindicat, amb objectius declarats, com ara, lluitar contra la discriminació, el racisme i la violència policial.